# Duel Masters
Duel Masters est un jeu de cartes à collectionner (JCC) édité conjointement par Wizards of the Coast, Shōgakukan et Mitsui & Co..
Il existe également une série animée Duel Masters dérivée du jeu de carte, à l'inverse de Yu-Gi-Oh! dans lequel les cartes sont dérivées de la série, d'où les différences de règles entre la série et les cartes.

## Principe de jeu
Les deux joueurs doivent disposer d’un deck de 40 cartes minimum. Ils disposent 5 cartes faces cachées devant eux, qui représentent leurs boucliers. Ils piochent 5 cartes pour former leur main.
Le but du jeu est de détruire d’abord les 5 boucliers de l’adversaire, puis d’infliger un coup décisif à l’adversaire pour remporter la partie.
Pour y arriver, les joueurs disposent de créatures et de sorts.

## Comparaison
En comparaison avec d’autres JCC (Magic : L'Assemblée, Yu-Gi-Oh!, Cardfight!! Vanguard), Duel Masters est plus facile à apprendre car les mécanismes sont simples et ne requièrent pas de jetons, de dés, ni de système de comptage de points de vie.
Il présente quelques similitudes avec Magic : L'Assemblée du même éditeur, ce qui peut en faire une initiation :
- Cinq civilisations (feu, eau, nature, lumière et ténèbres).
- Une zone de mana.
- Deux types de cartes : des créatures et des sorts.

## Les races
Il y a cinq civilisations divisées en plusieurs races de créatures. En voici quelques-unes :
- Civilisation du Feu: Humain, Robotoïde, Dragon, Dragon cuirassé, Gecko des dunes, Dragonoïde, Oiseau de feu, Machinovore, Wywern cuirassée, Bête rocailleuse...
- Civilisation de l'Eau : Virus cybernétique, Seigneur cybernétique, Créature liquide, Viscophibien, Pirate des mers, Poisson, Agréat cybernétique, Terrovore, Léviathan...
- Civilisation de la Nature : Bête à cornes, Bête, Créature sylvestre, Géant, Amanite boursouflée, Fée des neiges, Scarabée de meute, Insecte géant, Totem mystère...
- Civilisation de la Lumière : Initié, Vizir, Gardien, Maître-ange, Arbre stellaire, Oracle, Spectre d'arc-en-ciel, Illumineur, Exacerbeur, Foudroyeur mécanique...
- Civilisation des Ténèbres : Maître-démon, Mort-vivant, Chimère, Seigneur ténébreux, Marionnette de mort, Ver parasite, Hédrien, Spectre, Voleurs d'âme...